# Monsun
Monsunen er et kraftigt vejrsystem, der opstår i tropisk klima omkring Ækvator. I områder med monsun falder der fra 6.000 mm til 12.000 mm regn om året. Sommeren i monsunområder kaldes regntid, vinteren kaldes tørtid. Om sommeren blæser vinden fra havet og ind over fastlandet. Om vinteren blæser det fra fastlandet og ud over havet.[kilde mangler]
Monsunregn skabes i områder, hvor hav og fastland mødes. Da luften over havet er meget fugtig, er den forholdsvis lang tid om at blive opvarmet/afkølet. Om sommeren opvarmes luften af solen i dagtimerne og afkøles i nattetimerne. Imidlertid bliver luften over fastlandet hurtigt afkølet i nattetimerne, og der skabes derfor et lavtryk over fastlandet.
Ved trykudligning opstår der en kraftig vind fra havet og ind over fastland, hvorved den fugtige luft fortættes i den kølige fastlandsluft, hvilket udløser enorme regnskyl. 
Om vinteren er det lige omvendt. Luften over fastlandet bliver hurtigt opvarmet i dagtimerne, hvorved der opstår et højtryk over fastlandet. Dette højtryk udlignes ved, at den lune luft fra fastlandet blæser ud over havet. Vinteren er derfor tør i monsunområder. I monsuntiden bygger Hav-nomaderne uden for Thailand og Myanmars kyst, hytter inde på øerne, for at undgå vind og bølger. Når monsunvinden skifter retning fra sydvest til nordøst, forlader hav-nomaderne deres hytter, og flytter tilbage til deres både på havet.[kilde mangler]